# اوکوما، فوکوشیما
اوکوما، فوکوشیما (به لاتین: Ōkuma, Fukushima) یک منطقهٔ مسکونی در ژاپن است که در استان فوکوشیما واقع شده‌است. اوکوما ۷۸٫۷۰ کیلومتر مربع مساحت و ۰ نفر جمعیت دارد.